# Пулави (гміна)
Гміна Пулави (пол. Gmina Puławy) — сільська гміна у східній Польщі. Належить до Пулавського повіту Люблінського воєводства.
Станом на 31 грудня 2011 у гміні проживало 11703 особи.

## Площа
Згідно з даними за 2007 рік площа гміни становила 160.81 км², у тому числі:
- орні землі: 51.00%
- ліси: 35.00%

Таким чином, площа гміни становить 17.24% площі повіту.

## Населення
Станом на 31 грудня 2011:
| Опис     | Загалом | Загалом | Чоловіки | Чоловіки | Жінки | Жінки |
| -------- | ------- | ------- | -------- | -------- | ----- | ----- |
| одиниця  | осіб    | %       | осіб     | %        | осіб  | %     |
| все      | 11703   | 100     | 5753     | 49.16    | 5950  | 50.84 |
| міське   | 0       | 100     | 0        |          | 0     |       |
| сільське | 11703   | 100     | 5753     | 49.16    | 5950  | 50.84 |

## Сусідні гміни
Гміна Пулави межує з такими гмінами: Ґневошув, Жижин, Полічна, Пшиленк, Рики, Демблін, Пулави.